# 캐서린 클라크
캐서린 말리아 클라크(Katherine Marlea Clark, 1963년 7월 17일 ~ )는 미국의 정치인이다.

## 학력
- 세인트 로렌스 대학교 인문사회 학사
- 코넬 대학교 법학 법무박사
- 하버드 대학교 행정학 행정학 석사

## 경력
- 2001 ~ 2007 매사추세츠주 멜로즈시 학교운영위원회 위원
- 2008.03 ~ 2011.01 제185·186대 매사추세츠 미들젝스 제32선거구 하원의원
- 2011.01 ~ 2013.01 제187대 매사추세츠 미들젝스 & 에섹스 선거구 상원의원
- 2013.01 ~ 2013.12 제188대 매사추세츠 미들젝스 제5선거구 상원의원
- 2013.12 ~ 제113~대 미국 매사추세츠 제5선거구 연방하원의원
- 2019.01 ~ 2021.01 민주당 연방하원 전국선거위원회 부위원장
- 2021.01 ~ 민주당 하원 부대표
- 2023.01 ~ 미국 하원 민주당 원내총무

## 역대 선거 결과
| 선거명        | 직책명                                         | 대수  | 정당   | 득표율 | 득표수    | 결과 | 당락                       |
| ------------- | ---------------------------------------------- | ----- | ------ | ------ | --------- | ---- | -------------------------- |
| 2004년 선거   | 상원의원 (매사추세츠 미들젝스 & 에섹스 선거구) | 184대 | 민주당 | 43.34% | 31,638표  | 2위  | 낙선                       |
| 2008년 재선거 | 하원의원 (매사추세츠 미들젝스 제32선거구)      | 185대 | 민주당 | 62.66% | 3,457표   | 1위  | 매사추세츠 주의원 당선     |
| 2008년 선거   | 하원의원 (매사추세츠 미들젝스 제32선거구)      | 186대 | 민주당 | 98.36% | 16,569표  | 1위  | 매사추세츠 주의원 당선     |
| 2010년 선거   | 상원의원 (매사추세츠 미들젝스 & 에섹스 선거구) | 187대 | 민주당 | 52.27% | 30,492표  | 1위  | 매사추세츠 주의원 당선     |
| 2012년 선거   | 상원의원 (매사추세츠 미들젝스 제5선거구)       | 188대 | 민주당 | 98.82% | 58,256표  | 1위  | 매사추세츠 주의원 당선     |
| 2013년 재선거 | 하원의원 (매사추세츠 제5선거구)                | 113대 | 민주당 | 65.75% | 40,303표  | 1위  | 매사추세츠주 하원의원 당선 |
| 2014년 선거   | 하원의원 (매사추세츠 제5선거구)                | 114대 | 민주당 | 98.29% | 182,100표 | 1위  | 매사추세츠주 하원의원 당선 |
| 2016년 선거   | 하원의원 (매사추세츠 제5선거구)                | 115대 | 민주당 | 98.55% | 285,606표 | 1위  | 매사추세츠주 하원의원 당선 |
| 2018년 선거   | 하원의원 (매사추세츠 제5선거구)                | 116대 | 민주당 | 75.88% | 236,243표 | 1위  | 매사추세츠주 하원의원 당선 |
| 2020년 선거   | 하원의원 (매사추세츠 제5선거구)                | 117대 | 민주당 | 74.32% | 294,427표 | 1위  | 매사추세츠주 하원의원 당선 |
| 2022년 선거   | 하원의원 (매사추세츠 제5선거구)                | 118대 | 민주당 | 74.00% | 203,994표 | 1위  | 매사추세츠주 하원의원 당선 |
| 2024년 선거   | 하원의원 (매사추세츠 제5선거구)                | 119대 | 민주당 | 98.22% | 286,689표 | 1위  | 매사추세츠주 하원의원 당선 |